# Trihalometà
El trihalometà (THMs) és un compost orgànic volàtil derivat estructuralment del metà, en que tres dels quatre àtoms d'hidrogen del metà (CH₄) són substituïts per àtoms d'elements halògens (clor, brom...). La majoria d'aquests compostos es produeixen durant el procés de potabilització de l'aigua per la reacció de la matèria orgànica no tractada, amb l'hipoclorit utilitzat per a desinfectar. Molts trihalometans es consideren perillosos per a la salut i el medi ambient, fins i tot carcinògens. Alguns es fan servir a la indústria com a dissolvents o refrigerants.
La presència de trihalometans és especialment preocupant a les zones mediterrànies, on la manca d'aigua obliga a emprar aigües superficials (dels rius) per al consum humà. En estar sovint contaminades per residus orgànics, la desinfecció amb clor feta en el procés de potabilització comporta que la formació de trihalometans pugui ser relativament important. La situació és particularment greu a la conca del Llobregat, de la que beu bona part de Catalunya, per estar les aigües contaminades també amb residus de les mines de potassa, amb un contingut alt de sals bromades: La cloració comporta reaccions químiques en les que es formen trihalometans bromats, malgrat que la desinfecció es fa amb clor. Amb els esforços per millorar el tractament d'aigües residuals i reduir els vessaments les millores sols varen ser discretes. D'altra banda, la desinfecció amb clor ofereix avantatges evidents, i no s'hi pot renunciar sense riscos. Finalment s'ha apreciat una gran millora amb l'entrada en funcionament de la planta dessaladora del Prat el 2009, i de noves tecnologies de filtració a les plantes potabilitzadores d'Abrera i de Sant Joan Despí.